# Sint-Nicolaaskerk (Pernarec)

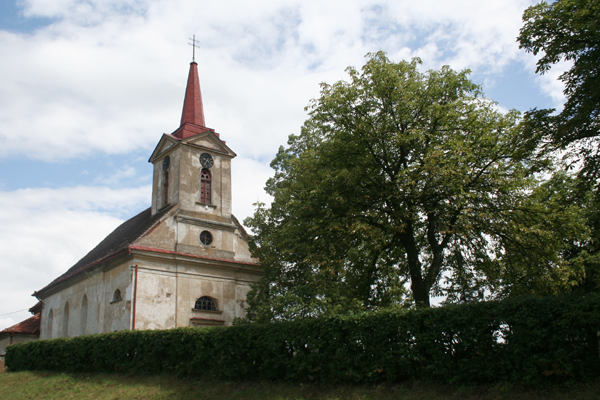
De Sint-Nicolaaskerk in Pernarec.

De Sint-Nicolaaskerk (Tsjechisch: Kostel svatého Mikuláše) is een kerk in de gemeente Pernarec in de Tsjechische regio Pilsen. De kerk is gewijd aan de heilige Nicolaas van Myra. De oorsprong van de kerk in gotische stijl ligt rond het jaar 1360.